# Les Secrets de la princesse de Cadignan (téléfilm)
Pour l’article homonyme, voir Les Secrets de la princesse de Cadignan.
Pour plus de détails, voir Fiche technique et Distribution.
Les Secrets de la princesse de Cadignan est un téléfilm français de Jacques Deray diffusé en 1982, adapté de la nouvelle éponyme d'Honoré de Balzac.

## Synopsis
À 36 ans, malgré tous les amants qu'elle a eus, la séduisante Diane de Maufrigneuse (princesse de Cadignan) n'a jamais rencontré l'amour véritable. Elle en fait la confidence à la marquise d'Espard qui propose de lui faire connaître un type d'homme dont elle ne soupçonne pas l'existence. Il s'agit de Daniel d'Arthez, homme intègre, écrivain de talent et baron, qui a récemment hérité d'un oncle. D’Arthez se laisse séduire par la princesse de Cadignan qui déploie tous ses charmes et s'invente des malheurs imaginaires (ses secrets). Ému et charmé, d'Arthez se prend de passion pour ce Don Juan au féminin (son ami Michel Chrestien est pourtant mort pour elle). Lors d’un souper où l'on dénigre la princesse en racontant son passé tumultueux, il prend sa défense. Touchée par sa candeur, mais aussi par sa personnalité exceptionnelle, la princesse tombe amoureuse de Daniel d’Arthez et ils filent le parfait amour.

## Fiche technique
- Titre : Les Secrets de la princesse de Cadignan
- Réalisateur : Jacques Deray
- Scénario : Jean-Claude Carrière, d’après Honoré de Balzac
- Musique : Claude Bolling
- Genre : comédie dramatique
- Production : Antenne 2
- Pays :  France
- Durée : 140 minutes
- Diffusion : 9 juin 1982

## Distribution
- Claudine Auger : la princesse de Cadignan
- Marina Vlady : la marquise d'Espard
- François Marthouret : Daniel d'Arthez
- Pierre Arditi : Émile Blondet
- Niels Arestrup : Rastignac
- Françoise Christophe : la comtesse de Moncornet
- Jean-Claude Durand : Émile Blondet
- Luigi Diberti : Maxime de Trailles
- Alexandre Sterling : le duc de Maufrigneuse
- Philippe Caroit : Michel Chrestien
- Philippe Rondest : Victurnien d'Esgrignon
- Robert Murzeau : François
- Roger Riffard : le vieux déménageur
- Catherine Carrel : Émilie
- Mado Maurin : la servante d'Arthez